# Кошкуль (Челябинская область)
Кошкуль — деревня в Красноармейском районе Челябинской области России. Входит в состав Сугоякского сельского поселения.

## География
Деревня находится на северо-востоке Челябинской области, в лесостепной зоне, на северном берегу озера Кошкуль, на расстоянии 42 километров (по прямой) к северо-востоку от села Миасского, административного центра района. Абсолютная высота 182 метра над уровнем моря.

## Население
| 2002 | 2010 |
| ---- | ---- |
| 11   | ↘6   |

Гендерный состав
По данным Всероссийской переписи населения 2010 года в гендерной структуре населения мужчины составляли 50 %, женщины — также 50 %.
Национальный состав
Согласно результатам переписи 2002 года, в национальной структуре населения русские составляли 91 %.

## Улицы
Уличная сеть деревни состоит из двух улиц.